# Batxi
João Pedro Fortes Bachiessa, bekannt als Batxi, (* 1. Mai 1998 in Sintra, Portugal) ist ein angolanischer Fußballspieler.

## Karriere

### Verein
Batxi begann seine Karriere bei Benfica Lissabon. Zur Saison 2011/12 wechselte er zum Real SC. Zur Saison 2015/16 schloss er sich dem Clube Oriental de Lisboa an. Zur Saison 2016/17 wechselte er zum CD Tondela. Zur Saison 2017/18 zog er zur GD Chaves weiter. Zur Saison 2019/20 rückte er in den Profikader des Zweitligisten. Im Anschluss debütierte er im November 2019 in der Segunda Liga. Bis zum COVID-bedingten Abbruch der Spielzeit absolvierte er zehn Partien. In der Saison 2020/21 absolvierte der Flügelspieler 32 Partien, in denen er vier Tore erzielte. In der Saison 2021/22 kam er zu 34 Einsätzen und erzielte sieben Tore. Mit Chaves stieg er nach gewonnener Relegation zu Saisonende in die Primeira Liga auf.
Im Anschluss debütierte Batxi im August 2022 in der höchsten portugiesischen Spielklasse. Nach vier Partien im Oberhaus wechselte er allerdings im September 2022 nach Russland zum FK Krasnodar.

### Nationalmannschaft
Der gebürtige Portugiese Batxi debütierte im September 2021 in der WM-Qualifikation gegen Ägypten für die angolanische Nationalmannschaft.